# Чорний Острів (село)
Чорний О́стрів — село в Україні, в Стрийському районі Львівської області. Населення становить 636 осіб станом на 01.01.2025. Біля мурованого храму збереглася стара дерев'яна церква св. Миколи / Успіння Пр. Богородиці 1772.

## Політика

### Парламентські вибори, 2019
На позачергових парламентських виборах 2019 року у селі функціонувала окрема виборча дільниця № 460323, розташована у приміщенні школи.
Результати
- зареєстровано 544 виборці, явка 48,71 %, найбільше голосів віддано за «Слугу народу» і «Голос» — по 21,89 %, за «Європейську Солідарність» — 13,21 %.[3] В одномандатному окрузі найбільше голосів отримав Андрій Кіт (самовисування) — 49,43 %, за Андрія Гергерта (Всеукраїнське об'єднання «Свобода») — 16,60 %, за Володимира Наконечного (Слуга народу) — 13,58 %[4].

## Пам'ятки
- Церква Святого Миколая[d];
- Пам'ятник на честь скасування панщини[d];

## Відомі люди
- Патик Володимир Йосипович (06 вересня 1926 — 28 серпня 2016) — український художник.